# Teddy Picker
Teddy Picker è un singolo degli Arctic Monkeys, pubblicato nel 2007, estratto dall'album Favourite Worst Nightmare. Viene chiamato "Teddy Picker" il gioco consistente in un box con un braccio meccanico che deve catturare un oggetto da vincere come giochi, orologi o peluche come l'orsetto Teddy. La canzone è una critica alla popolarità creata dallo star system dei reality show. Nella strofa "I don't want your prayers, save it for the morning after" si cita in modo evidente la canzone "Save a prayer" dei Duran Duran.

## Tracce
- 7" RUG279

1. "Teddy Picker" - 2:43 (Words by Alex Turner; music by Arctic Monkeys)
2. "Bad Woman" – 2:18 (Patrick Sickafus)
  - Richard Hawley performs lead vocals; originally performed by Pat Farrell and The Believers;

- CD RUG279CD, 10" RUG279T

1. "Teddy Picker" - 2:43 (Words by Alex Turner; music by Arctic Monkeys)
2. "Bad Woman" – 2:18 (Patrick Sickafus)
3. "The Death Ramps" – 3:19 (Death Ramps)
4. "Nettles" – 1:45 (Words by Alex Turner; music by Death Ramps)